# Zotik z Konstantinopole
Svatý Zotik z Konstantinopole (4. století, Řím - 350, Konstantinopol) byl římský kněz a mučedník.

## Život
Narodil se a vyrůstal v Římě, poté se stal knězem. Roku 330 následoval císaře Konstantina do Byzantionu, kde spolupracoval na vytvoření nové Konstantinopole. Po vypuknutí malomocenství v novém městě císař nařídil, že všichni malomocní, bez ohledu na jejich hodnost, mají být odvezeni z města nebo utopeni v moři. Zotik, pohnut soucitem k těmto lidem, odešel za císařem a řekl mu, aby mu dal peníze na nákup zlata, drahokamů a perel, aby zvýšil slávu města. Tyto peníze použil na vystavění tábora pro malomocné na Olivetském kopci a na břehu Bosporu.
Roku 337 císař Konstantin ariánský heretik nastoupil na trůn po svém otci. Někteří Zotikovi nepřátelé u dvora viděli příležitost jeho odsouzení novým císařem, za odcizení veřejných peněz. Když se Zotik dozvěděl co proti němu chtějí udělat, odešel k císaři a vzal ho do tábora, aby viděl co zřídil za odcizené peníze. Když dorazili na kopec, císař byl překvapen tím, že malomocní ho přicházejí pozdravit se zapálenými svíčkami, a ctít ho. Místo toho, aby byl za to vděčný, nechal bezcitný císař Zotika svázat za divoké muly, aby ho táhly dokud nezemře. Muly běžely dolů z kopce a světcovo tělo lámaly o skály. Zaskočený a kající se císař nařídil mučedníka pohřbít se ctí a také aby se zde postavila nemocnice pro malomocné.
Je nazýván Orphanotrophos což znamená Ochránce sirotků.
Podle Římského martyrologia se jo svátek slaví 31. prosince; "V Konstantinopoli, Svatý Zotik, kněz, který poskytoval péči sirotkům".